# Heliophanus hamifer
Heliophanus hamifer är en spindelart som beskrevs av Simon 1885 [1886. Heliophanus hamifer ingår i släktet Heliophanus och familjen hoppspindlar. Inga underarter finns listade i Catalogue of Life.